# Resolució 1989 del Consell de Seguretat de les Nacions Unides
La Resolució 1989 del Consell de Seguretat de les Nacions Unides fou adoptada per unanimitat el 17 de juny de 2011. Després de recordar resolucions 1267 (1999), 1333 (2000), 1363 (2001),  1373 (2001), 1390 (2001), 1452 (2002), 1455 (2002), 1526 (2004), 1566 (2004), 1617 (2005), 1624 (2005), 1699 (2005), 1730 (2006), 1735 (2006), 1822 (2008), 1929 (2009) i 1988 (2011) sobre terrorisme i l'amenaça a l'Afganistan, el Consell va imposar règims separats de sancions a Al-Qaeda i als talibans.
La resolució 1989 va tractar les sancions relacionades amb els al-Qaeda, mentre que la resolució 1988 (2011) va tractar les sancions contra els talibans. Fins al pas de les dues resolucions, les sancions als talibans i al-Qaeda havien estat manejades pel mateix comitè.

## Detalls
El Consell de Seguretat va reafirmar que el terrorisme continuava constituint una amenaça per a la pau i la seguretat internacionals. Les disposicions de la resolució, adoptades sota el Capítol VII de la Carta de les Nacions Unides, van incloure:
- Es va modificar el Comitè establert en la Resolució 1267 per incloure només Al-Qaeda i associats;
- S'ha ampliat el mandat de l'Ombudsman creat en la Resolució 1904 per incloure la consideració de les sol·licituds d'exclusió i l'acceptació o el rebuig de les sol·licituds;
- Instar a estats i organitzacions a proporcionar tota la informació necessària sobre les sol·licituds d'exclusió d'Al-Qaeda o d'altres persones;
- Assegurar que les sancions s'aplicarien de manera més justa i transparent.

L'annex de la resolució proporcionava instruccions per al Comitè de Seguiment de l'Ombudsperson i del Comitè de Seguiment.